# Ingvar Ericsson (Radsportler)
Karl Erik Ingvar Ericsson (* 5. Januar 1914 in Björklinge, Gemeinde Uppsala; † 21. April 1995 in Stockholm) war ein schwedischer Radrennfahrer.
In den 1930er Jahren errang Ingvar Ericsson sieben schwedische Meistertitel, drei im Straßenrennen und vier im Einzelzeitfahren. Dreimal, 1935, 1937 und 1939, gewann er das wichtigste schwedische Straßenrennen Rund um Mälaren (Mälaren Runt) sowie zweimal, 1938 und 1939, Berlin-Kopenhagen. 1936 und 1938 siegte er im Skandisloppet, dem ältesten schwedischen Eintagesrennen.
1936 startete er bei den Olympischen Spielen in Berlin im olympischen Straßenrennen sowie im Mannschaftszeitfahren, jedoch ohne sich zu platzieren.